# Spilosoma postmedialis
Spilosoma postmedialis là một loài bướm đêm thuộc phân họ Arctiinae, họ Erebidae.